# Fouilloy (Somme)
Pour les articles homonymes, voir Fouilloy.
Fouilloy [fujwa] est une commune française située dans le département de la Somme, à l'est d'Amiens en région Hauts-de-France.

## Géographie

### Localisation
Fouilloy, commune picarde voisine de Corbie (bureau centralisateur du canton de Corbie), est la troisième commune en population du canton. Elle est au croisement de la route (RD 1) de Corbie à Amiens et de la route départementale (RD 23) qui va de Fouilloy à Moreuil en passant par Villers-Bretonneux (deuxième commune du canton en population). La route reliant Fouilloy à Villers-Bretonneux passe devant le mémorial national australien situé au sommet de la croupe dominant Fouilloy.

#### Communes limitrophes
|         | Corbie             |         |
| Aubigny | Fouilloy           | Hamelet |
|         | Villers-Bretonneux |         |

### Nature du sol et du sous-sol
Le sous-sol de la commune est uniformément crayeux, la craie blanche affleurant en plusieurs endroits. Le sol est constitué de tourbe et d'alluvions modernes dans la vallée de la Somme et de dépôts meubles ou limon dit « terre à brique » sur les versants. On rencontre au sud-est de la commune du bief à silex enrobé d'une argile rouge sableuse.

### Relief, paysage, végétation
Au nord, la commune est limitée par le canal de la Somme. Le sol se relève ensuite au nord et au sud. Le point culminant de la commune se situe au sud-est sur le chemin d'Ignaucourt d'où l'on domine toute la vallée de la Somme. On peut y apercevoir la flèche de la cathédrale d'Amiens.

### Hydrographie

#### Réseau hydrographique
La commune est située dans le bassin Artois-Picardie. Elle est drainée par le fleuve la Somme et un autre petit cours d'eau.
Le canal de la Somme, construit entre 1770 et 1827, et mis au gabarit Freycinet en 1880, est long 170 km. Il débute à Saint-Simon où il touche au canal de Saint-Quentin et débouche dans la baie de Somme.

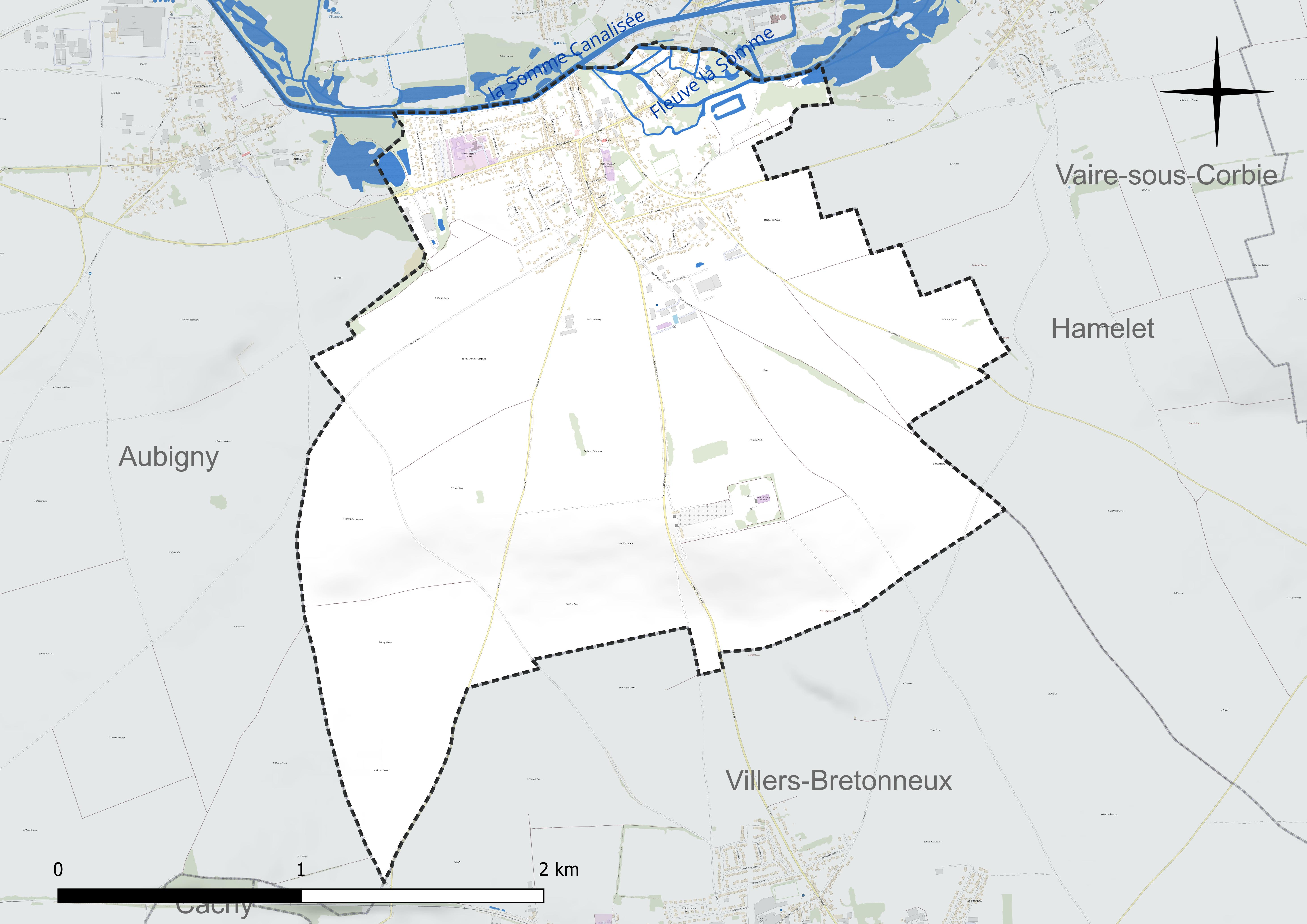
Réseau hydrographique de Fouilloy.

#### Gestion et qualité des eaux
Le territoire communal est couvert par le schéma d'aménagement et de gestion des eaux (SAGE) « Somme aval et Cours d'eau côtiers ». Ce document de planification concerne un territoire de 1 835 km2 de superficie, délimité par le bassin versant de la Somme canalisée. Le périmètre a été arrêté le 29 avril 2010 et le SAGE proprement dit a été approuvé le 6 août 2019. La structure porteuse de l'élaboration et de la mise en œuvre est le syndicat mixte d'aménagement hydraulique du bassin versant de la Somme (AMEVA).
La qualité des cours d'eau peut être consultée sur un site dédié géré par les agences de l'eau et l'Agence française pour la biodiversité.

### Climat
Pour des articles plus généraux, voir Climat des Hauts-de-France et Climat de la Somme.
En 2010, le climat de la commune est de type climat océanique dégradé des plaines du Centre et du Nord, selon une étude du CNRS s'appuyant sur une série de données couvrant la période 1971-2000. En 2020, Météo-France publie une typologie des climats de la France métropolitaine dans laquelle la commune est exposée à un climat océanique et est dans la région climatique Nord-est du bassin Parisien, caractérisée par un ensoleillement médiocre, une pluviométrie moyenne régulièrement répartie au cours de l'année et un hiver froid (3 °C).
Pour la période 1971-2000, la température annuelle moyenne est de 10,6 °C, avec une amplitude thermique annuelle de 14 °C. Le cumul annuel moyen de précipitations est de 659 mm, avec 10,8 jours de précipitations en janvier et 8,4 jours en juillet. Pour la période 1991-2020, la température moyenne annuelle observée sur la station météorologique la plus proche, située sur la commune de Glisy à 8 km à vol d'oiseau, est de 11,1 °C et le cumul annuel moyen de précipitations est de 646,6 mm,. Pour l'avenir, les paramètres climatiques de la commune estimés pour 2050 selon différents scénarios d'émission de gaz à effet de serre sont consultables sur un site dédié publié par Météo-France en novembre 2022.

## Urbanisme

### Typologie
Au 1er janvier 2024, Fouilloy est catégorisée petite ville, selon la nouvelle grille communale de densité à sept niveaux définie par l'Insee en 2022.
Elle appartient à l'unité urbaine de Corbie, une agglomération intra-départementale regroupant deux  communes, dont elle est une commune de la banlieue,,. Par ailleurs la commune fait partie de l'aire d'attraction d'Amiens, dont elle est une commune de la couronne,. Cette aire, qui regroupe 369 communes, est catégorisée dans les aires de 200 000 à moins de 700 000 habitants,.

### Occupation des sols
L'occupation des sols de la commune, telle qu'elle ressort de la base de données européenne d'occupation biophysique des sols Corine Land Cover (CLC), est marquée par l'importance des territoires agricoles (86,4 % en 2018), en diminution par rapport à 1990 (87,5 %). La répartition détaillée en 2018 est la suivante : 
terres arables (82 %), zones urbanisées (13,5 %), zones agricoles hétérogènes (4,4 %), eaux continentales (0,1 %). L'évolution de l'occupation des sols de la commune et de ses infrastructures peut être observée sur les différentes représentations cartographiques du territoire : la carte de Cassini (XVIIIe siècle), la carte d'état-major (1820-1866) et les cartes ou photos aériennes de l'IGN pour la période actuelle (1950 à aujourd'hui).

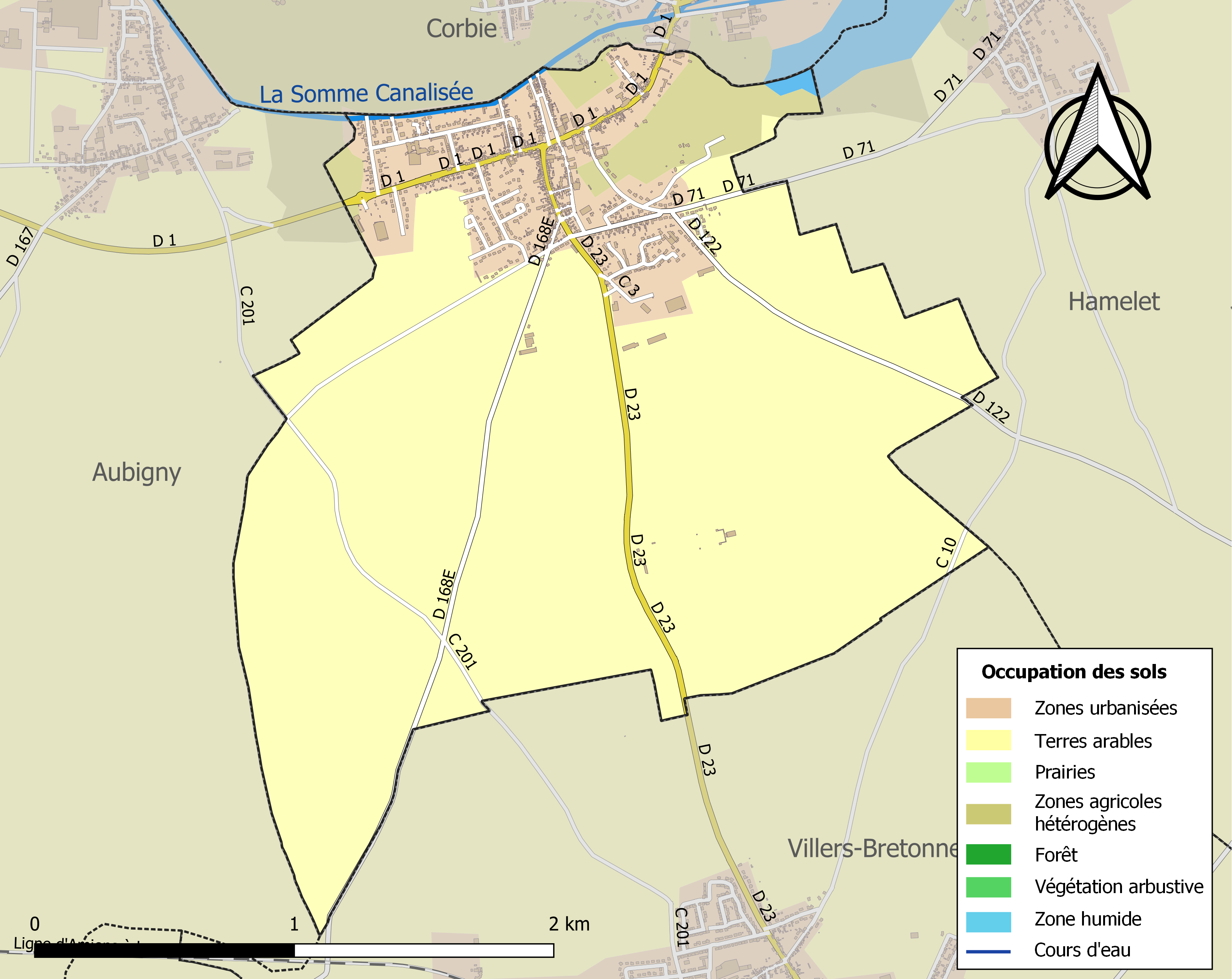
Carte des infrastructures et de l'occupation des sols de la commune en 2018 (CLC).

### Habitat
Fouilloy forme avec Corbie un même ensemble urbain, le bâti étant continu. Le tissu urbain s'échelonne de part et d'autre de la route départementale 1 qui relie Amiens à Péronne. Des lotissements ont été construits parallèlement à cette route vers le canal de la Somme au nord, vers Villers-Bretonneux au sud et vers Hamelet à l'est. La commune fait désormais partie de la péri-urbanisation amiénoise.
Entre Fouilloy et Aubigny ont été aménagés des étangs dont les berges sont arborées.

### Voies de communication et transports
Fouilloy est située sur la route départementale 1 reliant Amiens à Péronne. La route départementale 23 relie Fouilloy à Moreuil, la route départementale 71 relie Fouilloy à Herbécourt, la route départementale 122 relie Fouilloy à Lamotte-Warfusée.
Un projet de contournement routier Corbie-Fouilloy, envisagé depuis les années 1950, est toujours à l'étude et pourrait aboutir à partir de 2024, si le projet est financé.
En 2019, Fouilloy est desservie par les lignes d'autocars du réseau interurbain Trans'80 Hauts-de-France (ligne no 37).

## Toponymie
On trouve plusieurs formes pour désigner Fouilloy dans les textes anciens : Folietum (660.) ; Folliacum (1079.) ; Follyacum (1136-1237.) ; Folloi (1166.) ; Foiliacum (1168.) ; Foliacum (1168.) ; Foilliacum (1211.) ; Foilloi (1211.) ; Folloy (1209.) ; Foilloy (1226.) ; Foulloy (1250.) ; Fuelloy (1250.) ; Folletum (1238.) ; Villa de Foillens (1264.) ; Foilletum (1265.) ; Fouloi (1265.) ; Folleium (1295.) ; Foilleium (1297.) ; Foilleyum (1306.) ; Le Foulloy (1337.) ; Foulloi (1265.) ; Fœulloy (1536.) ; Foloye (1579.) ; Fauvilloy (1638.) ; Fouloy (1325.) ; Feulloy (1383.) ; Foulois (1683.) ; Fouilloy (1757.).
Fouilloy est un terme dont l'origine remonte, selon toute vraisemblance, à l'époque féodale qui débute au Xe siècle. Le suffixe « étum » se transformant en « oy » ou « ay » dans la France du nord, se retrouve dans nombre de lieux désignés à partir d'un nom de plante (Aulnay, Aulnoye, lieu planté d'aulnes par exemple).
Fouilloy dériverait du latin folia « feuille » avec le suffixe collectif etum (« lieu feuillu »).

## Histoire

### Protohistoire
Roger Agache, lors de prospections aériennes, a révélé l'existence, au lieu-dit « Le Champ Martin », d'un enclos circulaire datant vraisemblablement de l'âge du bronze et, aux « Terres rousses », d'enclos datant probablement de l'âge du fer.

### Antiquité
Des traces d'une villa gallo-romaine ont été retrouvées sur le territoire de la commune. Des sarcophages, des armes et des médaillons ont été mis au jour, chemin des marais, vers Aubigny en 1839.

### Moyen Âge
Le village fut mentionné, pour la première fois, dans des manuscrits du VIIe siècle.
Des fouilles archéologiques en cours en 2023 on révélé la présence de vestiges d'un protovillage des époques  mérovingienne et carolingienne : fonds de cabanes et site funéraire.
En 859 et 881, Fouilloy fut ravagé par les Vikings.
Fouilloy fut, au Moyen Âge, une dépendance de l'abbaye de Corbie, et un faubourg de la ville de Corbie qui avait ses propres fortifications : le Fort blanc vers Aubigny, le Fort Saint-Nicolas vers Hamelet etc.
En 1185, Philippe d'Alsace, comte de Flandre, en lutte contre le roi de France, Philippe-Auguste, mit le siège devant Corbie. Il s'empara des ouvrages avancés de Fouilloy mais fut finalement repoussé.
Au XIIIe siècle, Fouilloy possédait une maladrerie. En 1239, La collégiale Saint-Mathieu qui conservait le chef de l'évangéliste avait à sa tête un chapitre dont les chanoines étaient dotés de prébendes égales pour tous. En 1240, l'évêque d'Amiens, Arnoul de la Pierre, défendit aux chanoines de jouer aux dés et aux osselets devant le parvis de la collégiale, d'avoir des concubines, d'aller au cabaret, d'être usurier, de porter des armes et des chapeaux garnis de fleurs. En 1288, Fouilloy était le siège d'une prévôté royale. Le prévôt exerçait des fonctions judiciaires avec une administration (procureur, substitut, greffier, huissier, sergents).
En 1430, le siège de la prévôté de Fouilloy fut transféré à Corbie.

### Époque moderne
Pendant la Guerre de Trente Ans a lieu, en 1636, le siège de Corbie. La collégiale de Fouilloy est alors incendiée. Les bateliers de Fouilloy : Louis et Charles Bozo de Metz (père et fils), Romain Dethez, Fleury Dupré, originaires de Fouilloy, mènent, avec d'autres compagnons, une série de coups de main contre l'armée espagnole. Le 16 septembre, ils attaquèrent et détruisirent un moulin et en tuèrent tous les défenseurs. Le 26 septembre, ils guidèrent les troupes du maréchal de La Force lors de l'attaque de la Porte à l'Image, à l'entrée ouest de Corbie. Enfin, ils réussirent à détourner le cours de la Boulangerie (bras de l'Ancre) rendant ainsi inutilisables les moulins qui y étaient situés. Le roi Louis XIII les exempta dès octobre 1636, de taille, taillon, service de guet... à perpétuité, eux et leurs descendants.
Sous l'Ancien Régime, Fouilloy était dotée d'un grenier à sel. La moitié de la vicomté appartenait à l'abbaye de Corbie et l'autre moitié à l'échevinage de Fouilloy.
En 1695, les biens de la maladrerie de Fouilloy furent réunis, par décision royale, à ceux de l'hôpital de Montdidier.

### Époque contemporaine
En 1789, Fouilloy devint une commune indépendante de Corbie.
En 1805, une tannerie fut créée dans la commune.
En 1815, durant la Campagne de France, Fouilloy subit l'occupation des Russes et des Prussiens.
En 1843, le conseil municipal de Fouilloy décida d'assurer la gratuité de l'enseignement primaire pour tous les enfants de la commune.
L'industrie textile se développa dans la commune dans le courant du XIXe siècle.

#### Guerre de 1870
Pendant la guerre franco-allemande de 1870 les troupes du général Faidherbe stationnèrent à Fouilloy après la Bataille de Villers-Bretonneux avant de marcher sur Pont-Noyelles. Pendant l'Année terrible, six jeunes gens de Fouilloy versèrent leur sang pour la patrie. Pendant l'occupation prussienne, les réquisitions en nature et en argent coûtèrent 100 000 francs aux habitants et à la commune.

#### Fin du XIXe siècle
En 1879, le conseil municipal décida la laïcisation de l'école primaire de filles de la commune. L'année suivante, il décida la création d'une école maternelle.
En 1891, une société de secours mutuels fut créée dans la commune.

#### Première Guerre mondiale

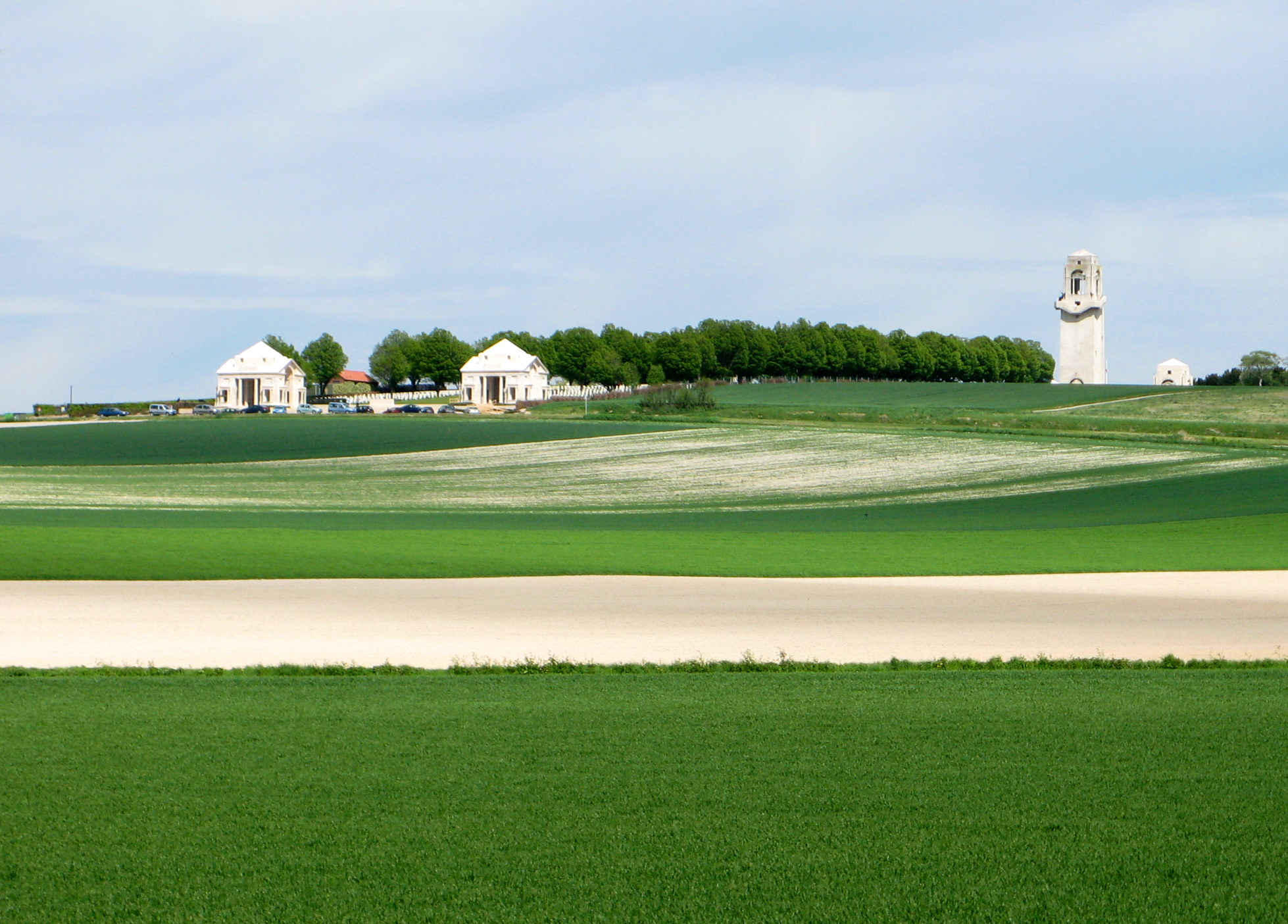
Le Mémorial australien est érigé sur une petite hauteur entre Fouilloy et Villers-Bretonneux.

Durant la Première Guerre mondiale fut au centre d'une intense activité logistique et militaire. En 1914, Fouilloy fut occupée par l'armée allemande fin août-début septembre.
De 1915 au printemps 1918, Fouilloy devint un village de l'arrière, qui servait de base à l'armée britannique principalement. Des hôpitaux militaires furent installés dans la commune notamment dans l'actuelle maison de retraite, Georges Duhamel y fut affecté. En 1916, des travailleurs chinois, civils au service de l'armée britannique furent employés à Fouilloy à la manutention de marchandises et d'armes.
Le 25 avril 1918, lors de la bataille du Kaiser déclenchée par l'Empire allemand, les collines autour du village furent le lieu d'importants combats de Offensive Michael, l'offensive allemande sur la Somme. Des milliers de soldats australiens et néozélandais de l'ANZAC qui étaient venus renforcer les effectifs de la British Army y perdirent la vie en repoussant l'offensive de l'armée allemande sur Amiens.
Fouilloy qui avait subi des destructions pendant la Guerre et a  été décorée de la Croix de guerre 1914-1918, le 28 octobre 1920.

#### Seconde Guerre mondiale
En mai 1940, au cours de la Bataille de France, Fouilloy était située sur la Ligne Weygand, dispositif militaire établi à la hâte pour tenter d'enrayer l'avancée allemande. La commune subit de violentes attaques ennemies. Le 23 mai 1940, les Allemands établirent une tête de pont sur la rive gauche de la Somme à Aubigny et à Fouilloy. Du 24 au 28 mai, les troupes de la 4e division d'infanterie coloniale prirent et perdirent Aubigny deux fois au prix de lourdes pertes. Le 28 mai, un raid de bombardiers français lâcha des bombes sur Fouilloy. La commune subit d'importantes destructions. A l'entrée du cimetière, une stèle rappelle ce tragique événement.

## Politique et administration

### Rattachements administratifs et électoraux
Rattachements administratifs
La commune se trouve dans l'arrondissement d'Amiens du département de la Somme
Elle faisait partie depuis 1793 du canton de Corbie. Dans le cadre du redécoupage cantonal de 2014 en France, cette organisation territoriale administrative a disparu, le canton n'est plus qu'une circonscription électorale.
Rattachements électoraux
Pour les élections départementales, la commune fait partie depuis 2014 du canton de Corbie, dont la composition a été portée de 13 à 40 communes.
Pour les élections législatives, elle fait partie depuis 2012 de la quatrième circonscription de la Somme.

### Intercommunalité
Fouilloy est membre de la communauté de communes du Val de Somme, un établissement public de coopération intercommunale (EPCI) à fiscalité propre créé fin 1993 sous le nom de communauté de communes de Corbie et Villers-Bretonneux.

## Population et société

### Démographie
L'évolution du nombre d'habitants est connue à travers les recensements de la population effectués dans la commune depuis 1793. Pour les communes de moins de 10 000 habitants, une enquête de recensement portant sur toute la population est réalisée tous les cinq ans, les populations de référence des années intermédiaires étant quant à elles estimées par interpolation ou extrapolation. Pour la commune, le premier recensement exhaustif entrant dans le cadre du nouveau dispositif a été réalisé en 2008.

En 2022, la commune comptait 1 762 habitants, en évolution de −4,6 % par rapport à 2016 (Somme : −1,26 %, France hors Mayotte : +2,11 %).
| 1793 | 1800 | 1806 | 1821 | 1831 | 1836 | 1841 | 1846 | 1851 |
| ---- | ---- | ---- | ---- | ---- | ---- | ---- | ---- | ---- |
| 409  | 419  | 467  | 477  | 541  | 556  | 624  | 660  | 659  |

| 1856 | 1861 | 1866 | 1872 | 1876 | 1881  | 1886  | 1891  | 1896  |
| ---- | ---- | ---- | ---- | ---- | ----- | ----- | ----- | ----- |
| 706  | 735  | 898  | 869  | 989  | 1 068 | 1 102 | 1 145 | 1 070 |

| 1901  | 1906  | 1911  | 1921 | 1926  | 1931  | 1936  | 1946 | 1954 |
| ----- | ----- | ----- | ---- | ----- | ----- | ----- | ---- | ---- |
| 1 087 | 1 032 | 1 069 | 872  | 1 029 | 1 059 | 1 007 | 841  | 887  |

| 1962  | 1968  | 1975  | 1982  | 1990  | 1999  | 2006  | 2008  | 2013  |
| ----- | ----- | ----- | ----- | ----- | ----- | ----- | ----- | ----- |
| 1 047 | 1 391 | 1 743 | 1 658 | 1 627 | 1 734 | 1 803 | 1 822 | 1 890 |

| 2018  | 2022  | - | - | - | - | - | - | - |
| ----- | ----- | - | - | - | - | - | - | - |
| 1 828 | 1 762 | - | - | - | - | - | - | - |

### Enseignement
L'école primaire publique de Fouilloy se situe en zone B pour les vacances scolaires ; elle dépend de l'Académie d'Amiens.
Pour l'année scolaire 2019-2020, elle compte 200 élèves pour 9 classes.
Un service de cantine a été mis en place.

### Santé
La commune accueille la maison de retraite Hippolyte-Noiret, qui dépend du groupe Seneos.

### Sécurité
Un centre de secours des pompiers de la Somme a ouvert à Fouilloy en 2019, et a permis de regrouper les moyens des anciens centres de secours de Corbie et de Villers-Bretonneux, dont les locaux n'étaient plus adaptés.

## Économie
Les activités économiques sont surtout consacrées au transport-logistique, l'imprimerie, l'artisanat, le commerce de détail et la moyenne distribution à la périphérie de la commune en allant vers Amiens. Toutefois, le supermarché Casino a fermé en octobre 2019, dans l'attente d'un repreneur.
L'entreprise Infra, spécialisée  dans la pose de fibre optique et de réseaux s'implante en 2020 dans les anciens locaux de l'imprimerie Roto Picardie, fermés depuis 2018. Ils serviront de base à 120 salariés de l'entreprise,.
La résidence Hyppolite-Noiret (EHPAD) installée dans le château et une école primaire (maternelle et élémentaire) complètent les services offerts à la population.

## Culture locale et patrimoine

### Lieux et monuments
- Usine de teinturerie de Fouilloy, 86 rue Jules-Lardière : ancien moulin (1850-1857), devenu usine de teinturerie de Fouilloy (vestiges) : moulin au milieu du XIXe siècle, transformé en usine de teinturerie. La chaufferie construite entre les deux guerres et les ateliers sont à l'état de vestiges. Il reste une chaudière à vapeur « Louis Fontaine » (1932) et une chaudière à vapeur « Veillet Lescure » (fin XIXe siècle), encore visibles à l'intérieur du bâtiment[46].
- Mairie : bâtiment en brique, de la fin du XIXe siècle, aux allures de château, résidence privée appartenant à la famille Blanchard, rachetée par la commune en 1943. Un parc enherbé est situé à l'arrière de l'édifice.
- Église Saint-Mathieu, détruite en 1636, reconstruite au XVIIIe siècle[47],[48], elle fut de nouveau détruite en 1940. L'église actuelle est une construction des années 1950 sur les plans de Louis Chavignier, auteur également des statues de la façade. Dans la nef se trouve la dalle funéraire de Guilain Piteux, curé de la paroisse décédé en 1782[49], et deux crédences du XVIIIe siècle[50].
- Monument à Jules Lardière, préfet du Gouvernement de la Défense nationale, à côté de l'église.
- Monument aux morts de la Grande Guerre, à côté de l'église[51]
- Cimetière communal :
  - Monument aux morts de la guerre de 1870. Ce monument qui à la forme d'une colonne tronquée posée sur un socle parallélépipédique porte cette dédicace : « A la mémoire de jeunes gens de cette commune morts en servant la patrie pendant les guerres de 1870-1871. »
  - Carré militaire français de la Première Guerre mondiale.
  - Carré militaire britannique de la Première Guerre mondiale.
  - À l'entrée du cimetière, sur le mur extérieur, stèle à la 4e division d'infanterie coloniale mai-juin 1940.
- Le Villers-Bretonneux Military Cemetery créé en 1920, situé sur le territoire de la commune de Fouilloy sous le Mémorial autralien.
- Mémorial national australien de Villers-Bretonneux, inauguré en 1938, situé sur le territoire de la commune de Fouilloy, conçu par l'architecte Edwin Lutyens, constitué de deux pavillons d'entrée, d'un mémorial agrémenté d'une tour-lanterne reliée à deux pavillons par un mur incurvé où figurent les 10 982 patronymes des disparus ou sans sépulture connue de la bataille de Villers-Bretonneux d'avril 1918[52] et le cimetière militaire.
- Le Centre Sir John Monash , ouvert en 2018, raconte l'histoire des troupes australiennes sur le front occidental à travers les mots de ceux qui y ont participé[53],[54].
- Canal de la Somme.
- La Véloroute de la Mémoire passe par Fouilloy.

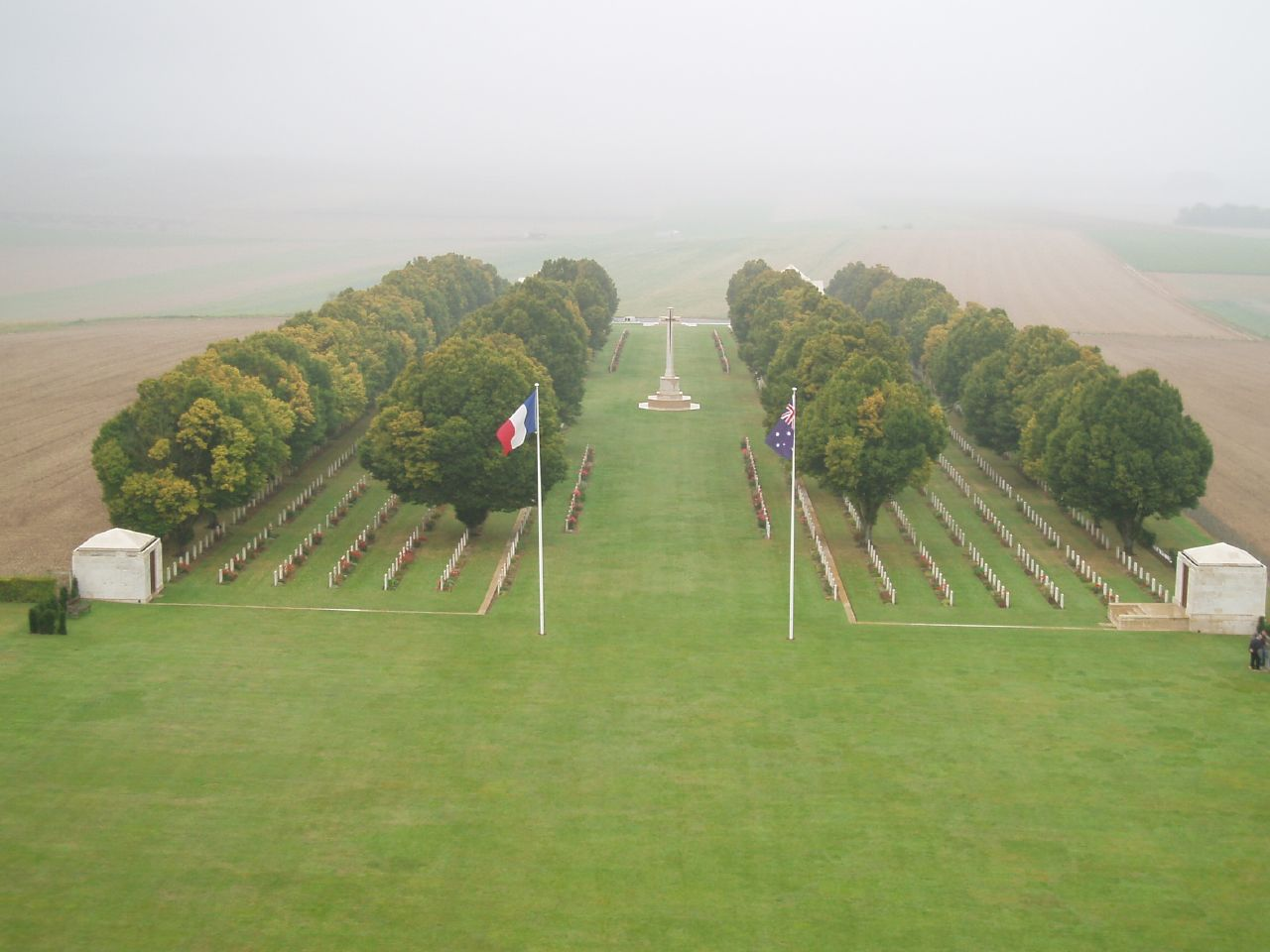
Le cimetière du Mémorial national australien de Villers-Bretonneux
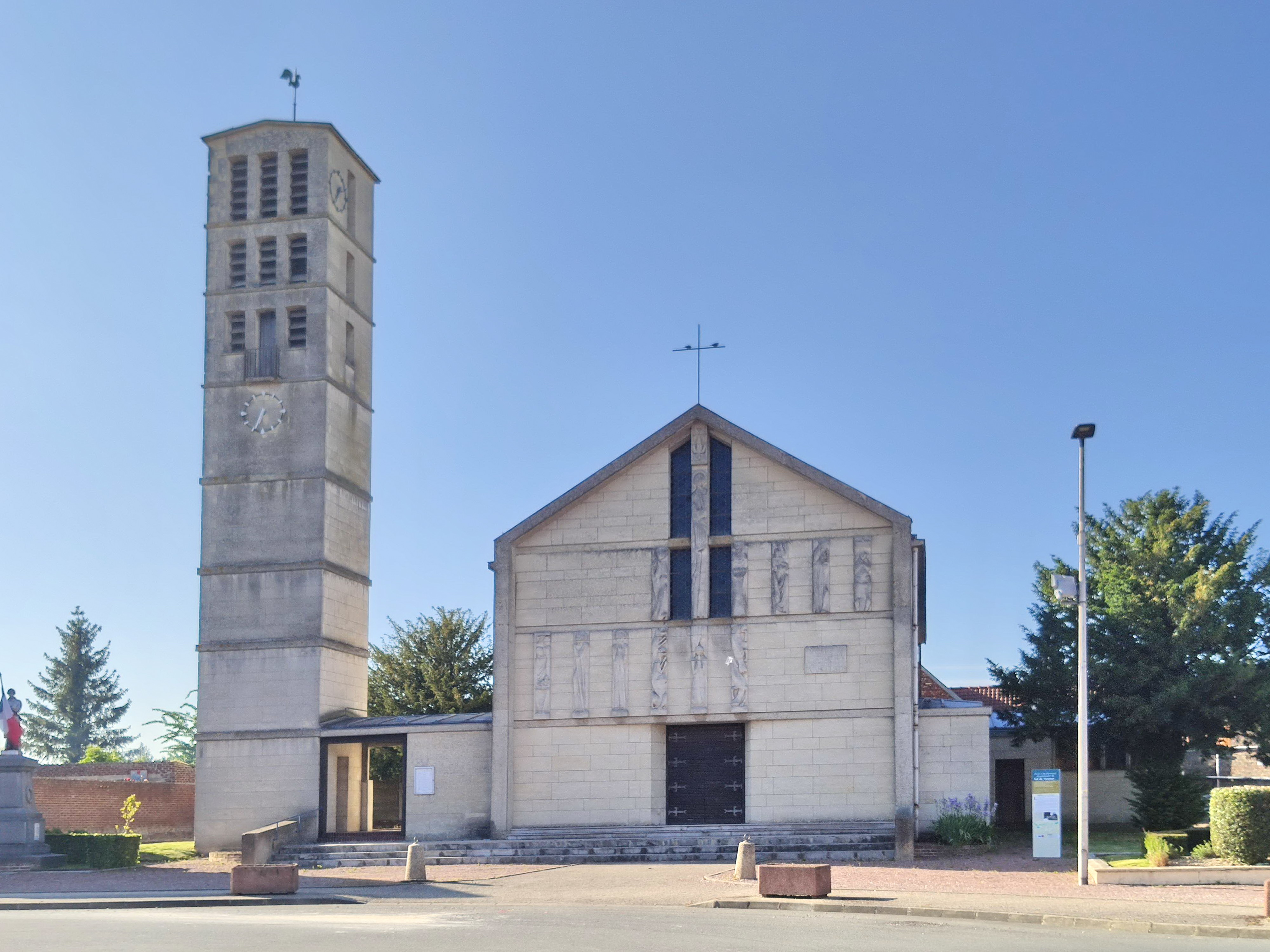
L'église Saint-Mathieu.
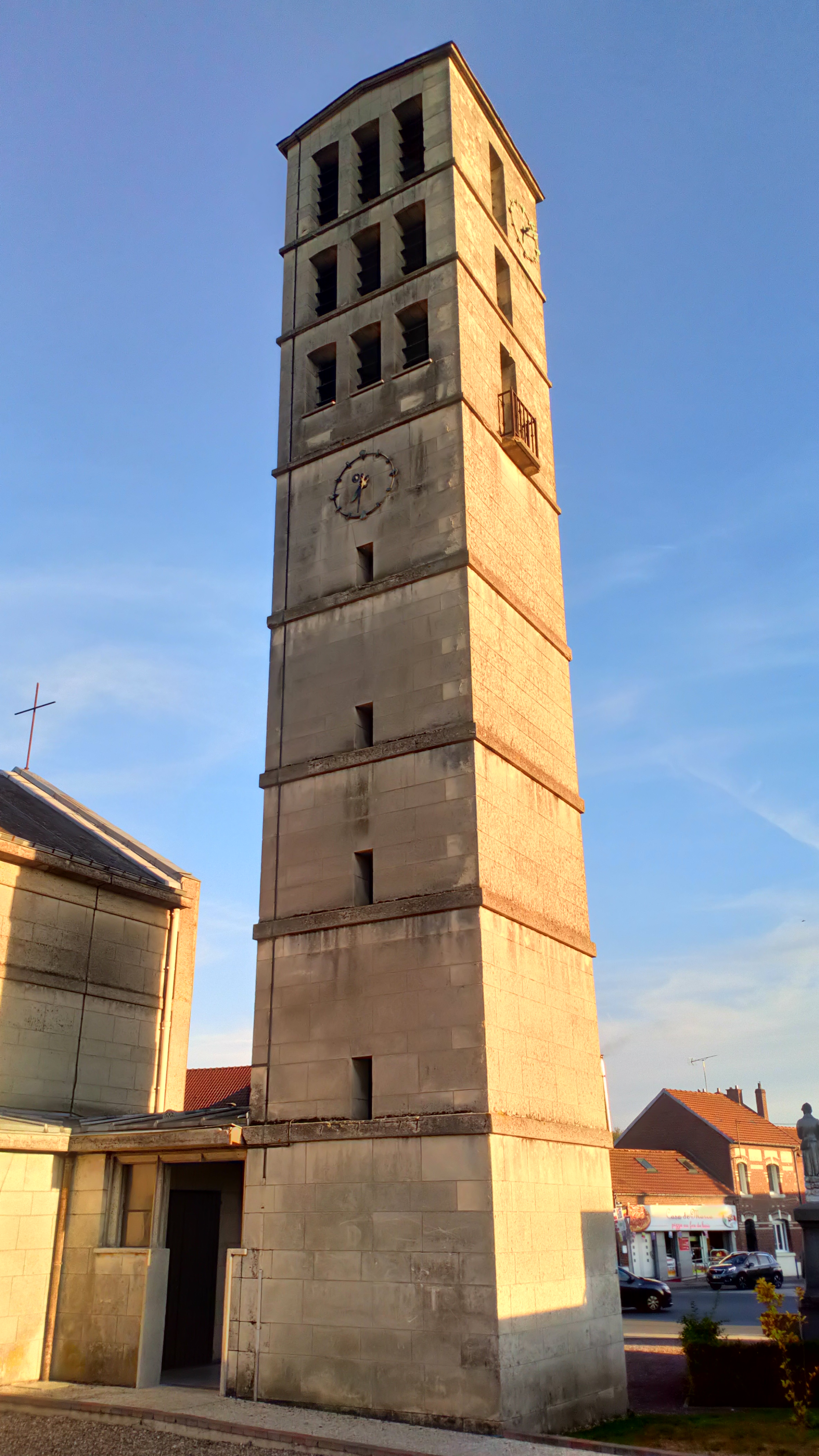
Détail du clocher.
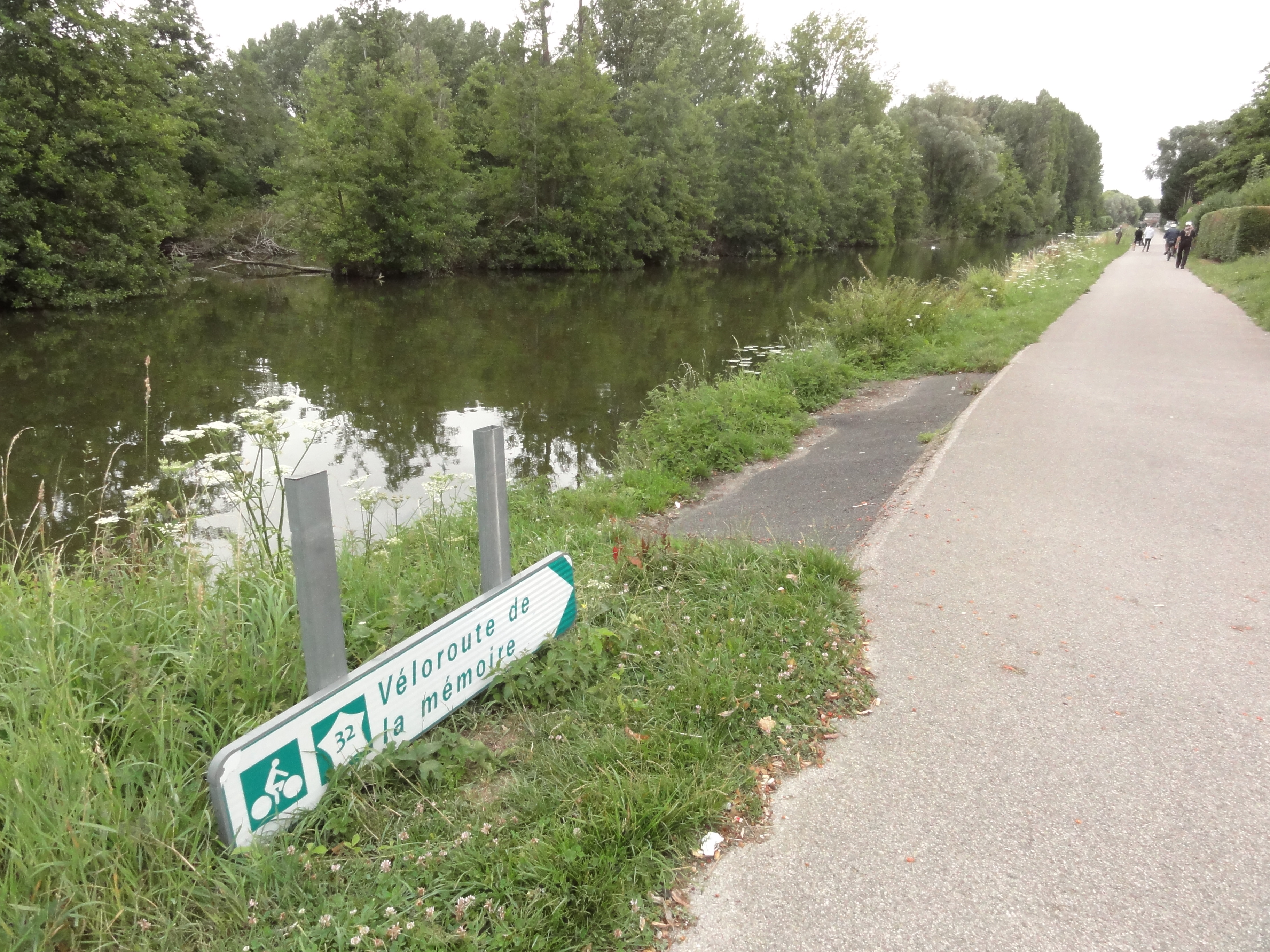
Canal de la Somme
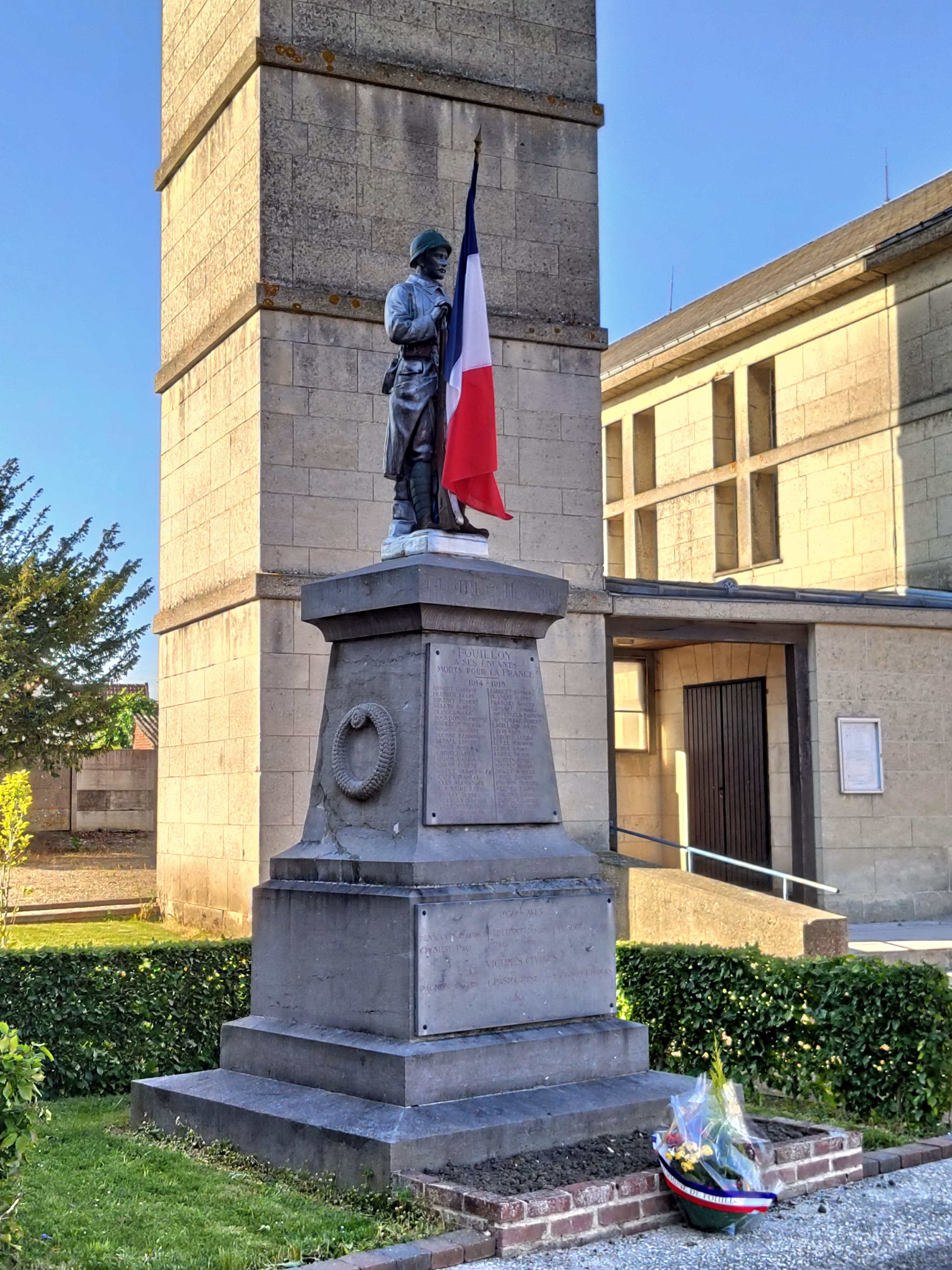
Monument aux morts 1914-1918.
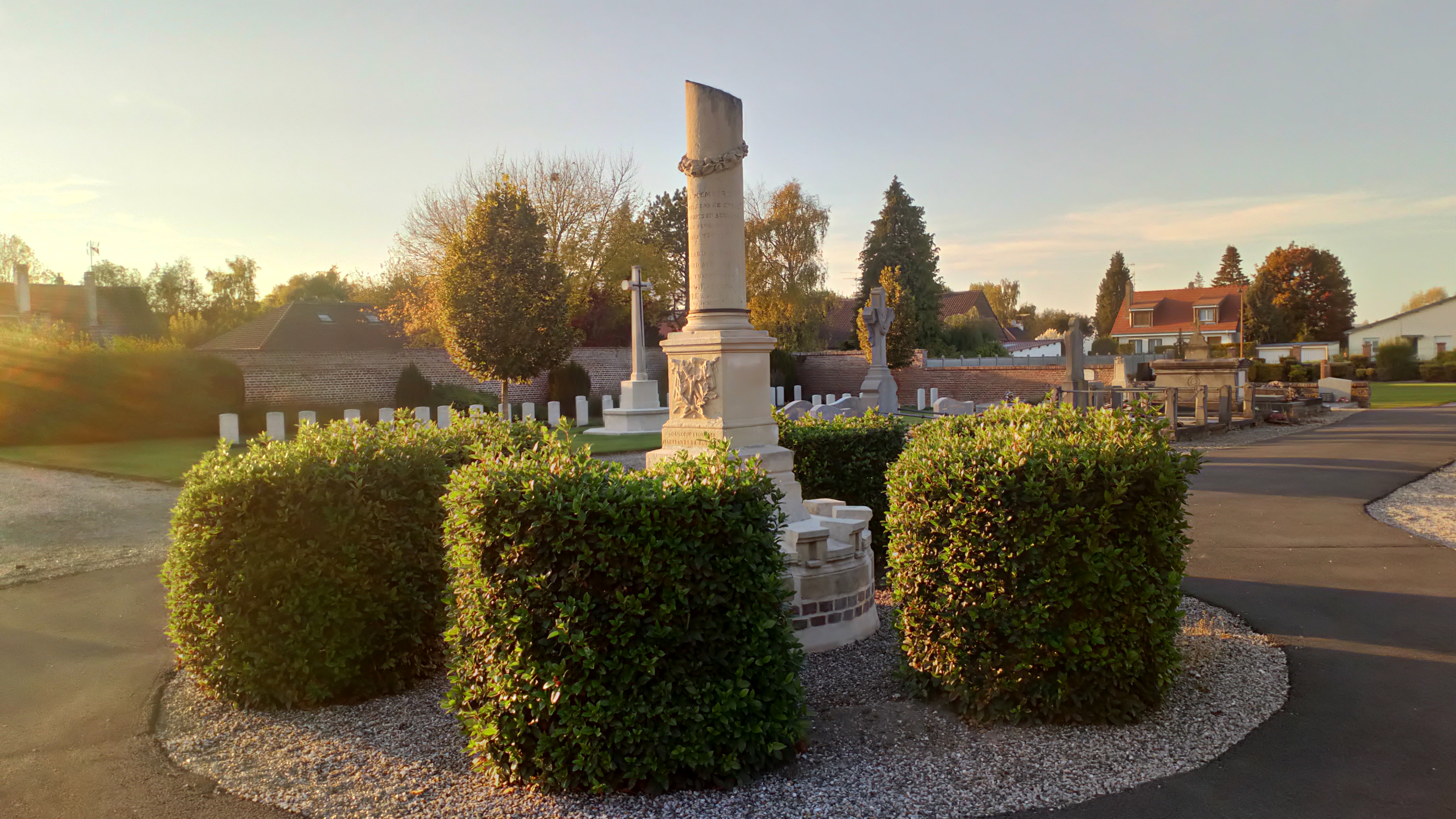
Monument aux morts Guerre de 1870.

### Personnalités liées à la commune
- Anschaire de Brême (saint Anschaire) (801-865), serait né à Fouilloy, moine de l'abbaye de Corbie, il fut envoyé à l'abbaye de Corvey en Westphalie. De là, il partit évangéliser le Danemark et la Suède. Il devint évêque de Brême et archevêque de Hambourg.
- Hugues de Fouilloy (début XIIe siècle-1173/1174), originaire de Fouilloy, prieur de Saint-Laurent-au-Bois à Heilly, auteur théologique, très célèbre en son temps.

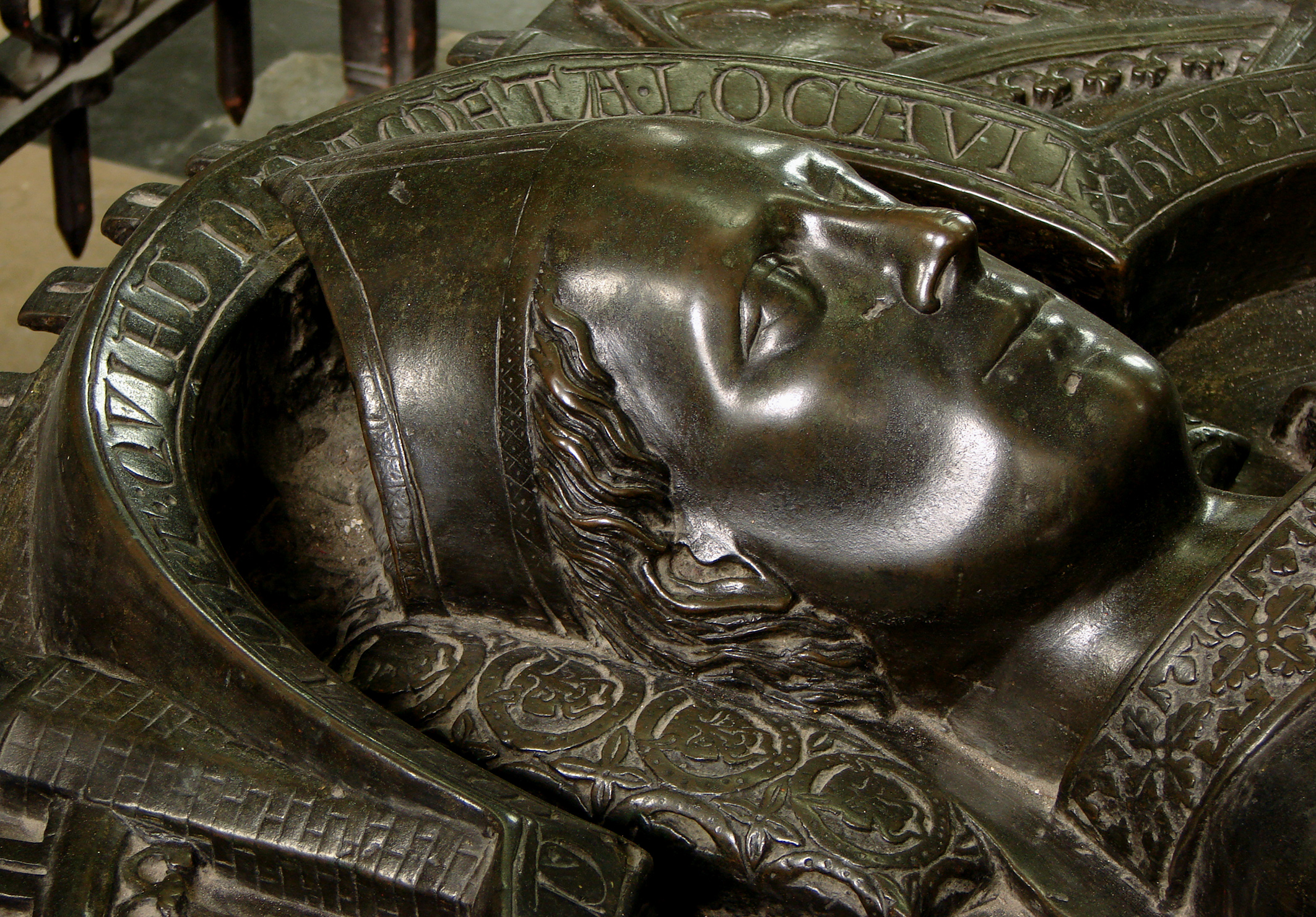
Gisant d'Evrard de Fouilloy, dans la cathédrale d'Amiens.

- Evrard de Fouilloy (vers 1145-1222), évêque d'Amiens, décida la construction de la cathédrale d'Amiens actuelle.
- Jules Lardière, né à Falaise le 19 février 1829, mort à Corbie, le 18 novembre 1876. Issu d'une famille d'industriels du textile, il devint industriel lui-même après avoir obtenu son baccalauréat au lycée Henri-IV à Paris. De conviction républicaine radicale et libre penseur, il devint l'ami de Ledru-Rollin et partisan de Gambetta. Il s'exila à Genève après le coup d'État du 2 décembre 1851. 
Rentré en France, il acheta, en 1862, une fabrique de bonneterie à Fouilloy. En 1869, il fonda avec René Goblet et Frédéric Petit, le quotidien, Le Progrès de la Somme. Nommé, par le Gouvernement de la Défense nationale, préfet de la Somme, du 5 au 23 septembre 1870, puis du 24 octobre 1870 au 6 février 1871, il dut se replier sur Abbeville puis Rue pendant l'occupation prussienne. Maire de Fouilloy et conseiller général du canton de Corbie de 1871 à 1873, il démissionna pour protester contre les mesures d'ordre moral prises par le gouvernement. Il redevint maire de Fouilloy en 1876[55].
- Georges Duhamel, médecin militaire en 1916 et écrivain, fut en cantonnement à Fouilloy. Il l'a évoqué dans des lettres adressées à son épouse.
- Diasso Kal Boutie (1919-1940) : soldat au 16e régiment de tirailleurs sénégalais, tué à l'ennemi le 28 mai 1940 à Fouilloy. Inhumé dans le caveau n° 1 du Mémorial de la France combattante[56].

### Héraldique
|  | Les armes de la commune reprennent, légèrement modifiées, celles de la prévôté de Fouilloy figurant sur un sceau de 1350. Ce sceau provenant de l'abbaye de Corbie, est conservé aux archives départementales de la Somme. Blasonnement : - d'azur à la fleur de lis d'or, accompagnée en pointe de deux trèfles du même. Ornements extérieurs : - Croix de guerre 1914-1918 avec palme. Citation à l'ordre de l'armée du 2 novembre 1920 : « située dans la zone de bataille en 1918 a supporté courageusement de multiples et violents bombardements par canon et par avions qui l'ont en partie détruite. S'est signalée par la belle énergie morale dont elle a fait preuve en dépit des misères et des dommages qu'elle a subis. » - Croix de guerre 1939-1945 avec étoile d'argent. Citation à l'ordre de la division du 11 novembre 1948 : « commune au cœur magnifique et au patriotisme exemplaire. Sur la ligne de feu fin mai et début juin 1940, a été le théâtre des combats acharnés soutenus par la 4e D.I.C.. Aux 3/5es détruite a perdu huit de ses enfants. A supporté dignement ses épreuves et ses souffrances. s'est remise courageusement et avec ardeur au travail. » |

## Pour approfondir